# بيتر روبين
بيتر روبين (بالإنجليزية: Peter Rubin)‏ هو طبيب بريطاني، ولد في 21 نوفمبر 1948.